# Clube de Desportos do Maxaquene
El Clube de Desportos do Maxaquene, usualmente conocido como Maxaquene, es un equipo de fútbol de Mozambique que participa en la Moçambola, la liga de fútbol más importante del país.

## Historia
Fue fundado en el año 1920 en la capital Maputo con el nombre Sporting Clube de Lourenço Marques o simplemente Sporting de Lourenço Marques, nombre que llevaron antes de la independencia del país en 1976.
Entre 1976 a 1978 el equipo se llamó Sporting Clube de Maputo, hasta que en 1978 se cambiaron el nombre por el que usan actualmente.
Fue el primer equipo campeón luego de la independencia de Mozambique, donde militó el legendario jugador Eusébio.

## Palmarés
- Moçambola: 6

1960, 1962, 1984, 1985, 1986, 2003, 2012
- Taça de Mozambique: 9

1978, 1982, 1986, 1987, 1994, 1995–96, 1997–98, 2000–01, 2010
- Supercopa de Mozambique: 2

2004, 2011
- Taça de Honra de Maputo: 1

2006
- Campeonato Distrital de Lourenço Marques: 9

1922, 1930, 1933, 1938, 1940, 1943, 1948, 1953, 1960 (como Sporting Clube de Lourenço Marques)
- Campeonato Provincial de Mozambique: 2

1960, 1962

## Participación en competiciones de la CAF
| Temporada | Torneo                            | Ronda            | Club                  | Casa  | Visita | Global      |
| --------- | --------------------------------- | ---------------- | --------------------- | ----- | ------ | ----------- |
| 1979      | Recopa Africana                   | 1                | AS Sotema             | 0-3   | 0-1    | 0-4         |
| 1983      | Recopa Africana                   | 1                | Green Buffaloes FC    | 1-1   | 1-5    | 2-6         |
| 1987      | Copa Africana de Clubes Campeones | Preliminar       | Petro Atlético        | 0-1   | 1-3    | 1-4         |
| 1988      | Recopa Africana                   | Preliminar       | Matlama FC            | 4-0   | 1-2    | 5-2         |
| 1988      | Recopa Africana                   | 1                | Power Dynamos FC      | 1-3   | 0-1    | 1-4         |
| 1991      | Recopa Africana                   | 1                | Dynamos FC            | 0-2   | 1-5    | 1-7         |
| 1995      | Recopa Africana                   | 2                | Al-Merrikh SC         | 2-1   | 1-1    | 3-2         |
| 1995      | Recopa Africana                   | Cuartos de final | AS Marsa              | w.o.1 | w.o.1  | w.o.1       |
| 1995      | Recopa Africana                   | Semifinales      | Julius Berger FC      | 0-0   | 0-1    | 0-1         |
| 1997      | Recopa Africana                   | 1                | Red Star              | w.o.2 | w.o.2  | w.o.2       |
| 1998      | Copa CAF                          | 1                | DSA Antananarivo      | 1-1   | 0-1    | 1-2         |
| 1999      | Recopa Africana                   | 1                | AS Marsouins          | 2-1   | 1-2    | 3-3 (6-5 p) |
| 1999      | Recopa Africana                   | 2                | Orlando Pirates       | 4-4   | 1-3    | 5-7         |
| 2002      | Recopa Africana                   | 1                | Santos                | 3-1   | 0-2    | 3-3 (a)     |
| 2003      | Copa CAF                          | 1                | Black Rhinos FC       | 1-1   | 0-0    | 1-1 (a)     |
| 2004      | Liga de Campeones de la CAF       | Preliminar       | Amazulu FC            | 3-4   | 1-3    | 4-7         |
| 2011      | Copa Confederación de la CAF      | Preliminar       | AS Adema              | 1-1   | 0-0    | 1-1 (a)     |
| 2013      | Liga de Campeones de la CAF       | Preliminar       | Mochudi Centre Chiefs | 0-1   | 0-1    | 0-2         |

1- AS Marsa abandonó el torneo.

2- Maxaquene abandonó el torneo.

## Jugadores destacados
- Eusébio
- Hilário
- Mário Coluna

## Entrenadores destacados
- Zoran Pesic
- Litos